# Phyllodactylus nocticolus
Phyllodactylus nocticolus е вид влечуго от семейство Phyllodactylidae.

## Разпространение
Този гекон е разпространен в Южна Калифорния (САЩ) и Долна Калифорния (Мексико).